# Acanthothoraci
Los acantotóracos (Acanthothoraci) son un orden extinto de peces placodermos que vivieron en el Devónico, Se caracterizan por poseer placas separadas cuando son juveniles pero cuando son adultos dichas placas se unen además que estas placas son muy similares al de los integrantes más antiguos del orden Antiarchi, también presentan una ornamentación estrellada. Algunos como el género Hagiangella poseen una cresta media triangular muy alta en la placa dorsal media.
Se consideran entre los gnatóstomos primitivos más basales tanto morfológicamente como filogenéticamente y también un grupo relevante para la evolución de caracteres gnatóstomos, pero su morfología endocraneal no ha sido tan estudiada, sus fósiles se distribuyen en los continentes de América, Asia y Oceanía y se cree que eran nectónicos o carnívoros. Actualmente el orden se considera parafilético siendo algunos taxones más emparentados con los órdenes de Antiarchi y Rhenanida.